# Gary Winick

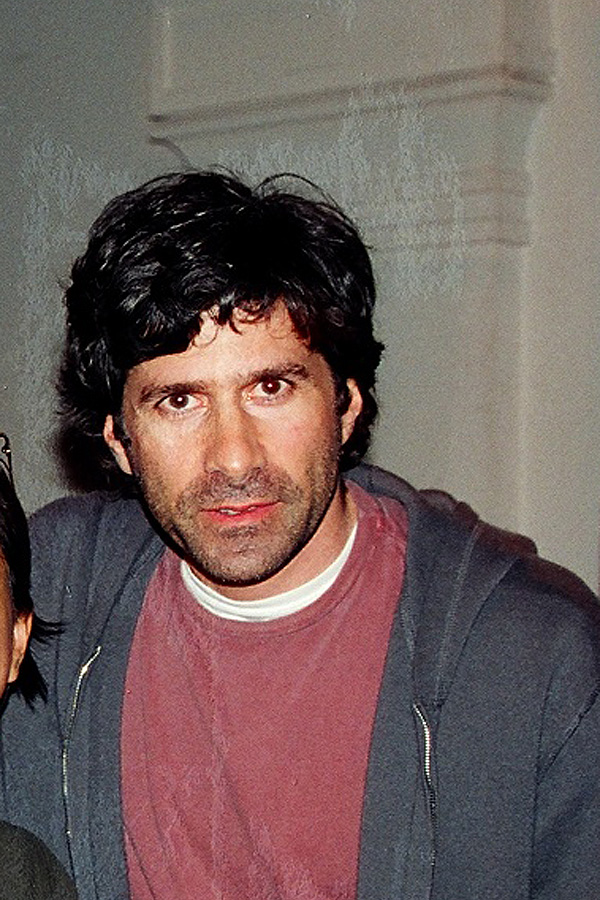
Gary Winick bei der Filmvorführung von Tadpole beim Seattle International Film Festival, 2002

Gary Winick (* 31. März 1961 in New York City; † 27. Februar 2011) war ein US-amerikanischer Filmregisseur sowie Film- und Fernsehproduzent.

## Leben
Gary Winick, gebürtiger New Yorker, besuchte die Privatschule „Columbia Grammar and Preparatory School“ in Manhattan und machte 1979 seinen College-Abschluss.
Anschließend besuchte er die Tufts University in Boston, an der er 1984 graduierte. Schon während seines Englisch-Studiums entschloss er sich Filmemacher zu werden. Anstatt Artikel zu schreiben, reichte er Filme ein und führte auch Regie bei neun 30 Minuten langen TV-Folgen für eine öffentliche Fernsehanstalt. Die Show nannte sich Tracks Inn und seine Mitschüler Oliver Platt und Hank Azaria wirkten darin mit. Später erlangte Winick den Master of Fine Arts an der University of Texas in Austin und am American Film Institute (AFI), wo er noch als Student den Paramount Foundation Award bekam, das Hollywood-Foreign-Press-Stipendium erhielt und den Remy Martin Award für Produktion und Schnitt des Kurzfilms Punk (1986) gewann.
Anschließend war er sieben Jahre lang als Dozent an der Tisch School of the Arts von der New York University tätig. Als Regisseur debütierte er 1989 mit dem Thriller Curfew, danach folgte 1991 das Drama Zum Schweigen verdammt mit Bridget Fonda, im Jahre 1995 Tagebuch eines Dealers mit Mira Sorvino und 1999 The Tic Code  nach der Vorlage von Polly Draper. Dieses Drama um einen am Tourette-Syndrom erkrankten jungen Pianisten wurde auf der Berlinale 1999 mit dem Gläsernen Bären prämiert.
Gary Winick gründete 1999 gemeinsam mit seinem Anwalt John Sloss und in Partnerschaft mit der  Filmproduktionsgesellschaft „IFC Productions“ die New Yorker Firma Independent Digital Entertainment (InDigEnt), um Filme mit digitaler Videotechnik zu produzieren. Zitat: „Inspiriert vom dänischen Kollektiv Dogma 95 und dem führenden Filmemacher John Cassavetes hat sich InDigEnt der Erkundung und dem Aufbau des digitalen Kinos verschrieben, mit Unterstützung etablierter Drehbuchschreiber, Regisseure und Schauspieler. InDigEnt-Filmemacher arbeiten innerhalb einer begrenzten technischen und budgetären Struktur im Austausch für eine innovative Finanz-Situation. Das gesamte Team teilt sich die Einkünfte, vom ersten Dollar an. Daraus resultiert die ehrlichste Partnerschaft beim Filmemachen.“ Das Unternehmen wurde mit dem Ziel gegründet, 10 digitale Low-Budget-Spielfilme zu produzieren („10 for 100.000 USD“). Das Einsetzen des neuen digitalen Mediums (DV) ermöglichte einerseits eine starke Reduzierung der Produktionskosten und bedeutete andererseits neue kreative Möglichkeiten der visuellen Darstellung und neuer Erzählformen. Das Projekt zog erfahrene Filmemacher an und zugleich waren alle Mitglieder der Filmcrew höchst motiviert, da jeder einzelne am Erlös der Filme beteiligt wurde.
Somit ist er als Produzent für zahlreiche mitunter erfolgreiche Independent-Filme verantwortlich, wie für Final (2001) von Campbell Scott, Chelsea Walls (2001) von Ethan Hawke, Women In Film (2001) von Bruce Wagner, der seine Premiere auf dem Sundance Film Festival feierte. Das romantische Drama Personal Velocity: Three Portraits von Rebecca Miller gewann den Großen Preis der Jury und den „Preis für die beste Kamera“ beim Sundance Film Festival 2002, für Peter Hedges’ Pieces of April – Ein Tag mit April Burns (2003) erhielt Patricia Clarkson eine Oscar-Nominierung als „Beste Nebendarstellerin“, und Greg Harrisons November gewann ebenfalls den Preis für die „Beste Kamera“ beim Sundance Film Festival 2004. Wim Wenders’ Roadmovie Land of Plenty wurde 2004 zum Wettbewerb der Filmfestspiele Venedig  eingeladen und erhielt dort den UNESCO-Preis.
Regie führte Gary Winick auch bei den beiden digital gedrehten Spielfilmen Sam the Man (2000) mit Fisher Stevens und Annabella Sciorra und Alle lieben Oscar (2002) mit Sigourney Weaver und Aaron Stanford. Für letzteren schrieb er auch das Drehbuch, eine Komödie, in der sich ein 15-Jähriger zu reiferen Frauen hingezogen fühlt und schließlich seine Stiefmutter erobern will. Dieser Genre-Wechsel bedeutete für Winick den Durchbruch in den USA, denn er erhielt 2002 auf dem Sundance Film Festival den Regiepreis.
In der Komödie 30 über Nacht wird der Traum einer 13-Jährigen plötzlich wahr, als sie plötzlich als ihr erwachsenes Ich (Jennifer Garner) aufwacht. 2006 verfilmte Winick das Kinderbuch Schweinchen Wilbur und seine Freunde (Originaltitel: Wilbur and Charlotte) als  Live-Action-Version mit computergenerierten Effekten, in der Dakota Fanning die Hauptrolle spielte. Nach der Komödie Bride Wars im Jahre 2009, in der sich die ehemals besten Freundinnen Anne Hathaway und Kate Hudson wegen eines Hochzeitstermins im begehrtesten Hotel bis aufs Messer bekämpfen, war 2010 eine Romanze Briefe an Julia von ihm im Kino zu sehen, in der Amanda Seyfried zufällig einen 50 Jahre alten Liebesbrief in Verona findet und alles daran setzt, diese alte Liebe wieder zusammenzuführen.
Gary Winick starb am 27. Februar 2011 an den Folgen eines Gehirntumors.

## Filmografie (Auswahl)
Regie
Kinofilme:
- 1989: Curfew
- 1991: Zum Schweigen verdammt (Out of the Rain)
- 1995: Tagebuch eines Dealers (Sweet Nothing)
- 1999: The Tic Code
- 2001: Sam the Man
- 2002: Alle lieben Oscar (Tadpole)
- 2004: 30 über Nacht (13 Going on 30)
- 2006: Schweinchen Wilbur und seine Freunde (Charlotte’s Web)
- 2009: Bride Wars – Beste Feindinnen (Bride Wars)
- 2010: Briefe an Julia (Letters to Juliet)

Fernsehen:
- 2007: Alles Betty! (Ugly Betty / Folge 2.09 –  “Giving up the Ghost”)
- 2008: Lipstick Jungle (Folge 1.01 – Pilotfilm)

Produzent (Auswahl):
- 1986: Punk
- 1995: Tagebuch eines Dealers (Sweet Nothing)
- 2001: Wake Up and Smell the Coffee
- 2001: Ten Tiny Love Stories
- 2002: Alle lieben Oscar (Tadpole)
- 2002: Personal Velocity: Three Portraits
- 2003: Pieces of April – Ein Tag mit April Burns (Pieces of April)
- 2003: Uptown Girls – Eine Zicke kommt selten allein (Uptown Girls)
- 2004: November
- 2005: Lonesome Jim
- 2006: Puccini for Beginners
- 2007: Flakes
- 2007: Heartland

## Auszeichnungen
- 1998:  Publikumspreis beim Hamptons International Film Festival in der Kategorie „Most Popular Feature“ für das Drama The Tic Code
- 1999: Deutschen Kinderhilfswerk Grand Prix in der Kategorie „Bester Spielfilm“ bei der Berlinale für The Tic Code
- 1999: Gläserner Bär bei der Berlinale für The Tic Code
- 2002: Regiepreis beim Sundance Film Festival für Alle lieben Oscar und Nominierung für den Großen Preis der Jury
- 2003: John Cassavetes Award beim Independent Spirit Awards als Produzent  für Personal Velocity: Three Portraits (neben Rebecca Miller, Alexis Alexanian und Lemore Syvan)
- 2004: „John Cassavetes Award“-Nominierung beim Independent Spirit Awards als Produzent von Pieces of April – Ein Tag mit April Burns (neben Peter Hedges, Alexis Alexianian und John S. Lyons)
- 2007: Franklin J. Schaffner Award vom American Film Institute[8]